# Легенда про вовчу наречену
«Легенда про вовчу наречену» («Legend hundimõrsjast») — радянський телефільм 1979 року, знятий режисером Ільмаром Таммуром на студії «Eesti Telefilm».

## Сюжет
Вільна телеекранізація повісті «Наречена вовка» естонсько-фінської письменниці Айно Каллас. Прониклива розповідь про молоду жінку, яка уклала договір з лісовиком, щоб стати перевертнем. Перетворення — це своєрідна метафора різноманіття жіночих почуттів та бажань, пробудження її почуттів. Вона вміє бачити і відчувати світ зовсім по-новому, по-іншому. Але чоловікам далеко не завжди дано зрозуміти та прийняти природу жінки — особливо якщо її душа прагне до природи та свободи. Не в змозі зрозуміти дружину, її чоловік береться за старий, як світ, засіб «вигнання диявола».

## У ролях
- Елле Кулль — Аало
- Яан Кілп — Прійдік
- Кальйо Коміссаров — Якобус де Ла Карді
- Каарел Тоом — Кроомік
- Ендель Сіммерманн — Наавасоо Киртсмік
- Лідія Мартсон — Волбер
- Лейда Ару — роль другого плану
- Ааса Кясі — роль другого плану
- Ір'я Аав — роль другого плану
- Пауль Кілгас — роль другого плану
- Хейно Отто — роль другого плану
- Бернхард Люлле — роль другого плану
- Еля Лутс — роль другого плану
- Керсті Кілп — роль другого плану
- Мая Віхманн — роль другого плану

## Знімальна група
- Режисер — Ільмар Таммур
- Сценарист — Еммануел Пау
- Оператори — Вайдо Саар, Томас Юргенс, Хейно Веске, Ілліс Ветс, Гуннарс Фріде, Олександр Разумов
- Композитор — Геннадій Таніель
- Художник — Айно Тарвас